# Idrossiapofillite-(K)
L'idrossiapofillite-(K) (simbolo IMA: Hapo-K) è un minerale raro del gruppo dell'apofillite all'interno della classe dei minerali "silicati e germanati". La sua formula chimica è KCa4[(OH,F)|(Si4O10)2] • 8(H2O), e quindi è chimicamente un silicato di potassio-calcio contenente acqua con ioni idrossido aggiuntivi o ioni fluoruro: strutturalmente appartiene pertanto ai fillosilicati. I componenti fluoruro e idrossido indicati tra parentesi tonde possono sostituirsi l'uno con l'altro nella formula, ma sono sempre nella stessa proporzione con gli altri componenti del minerale.
L'idrossiapofillite-(K) è il membro finale della serie di cristalli misti idrossiapofillite-(K)-fluorapofillite-(K) con ioni idrossido variabilmente intercambiabili (idrossiapofillite-(K)) e ioni fluoruro (fluorapofillite-(K)). L'idrossiapofillite-(K) e la fluorapophyllite-(K) non possono essere distinte l'una dall'altra né visivamente, né mediante diffrazione dei raggi X e, nella maggior parte dei casi, anche con metodi ottici. Possono essere assegnate con precisione solo da analisi chimiche.

## Etimologia e storia
Il nome apofillite deriva dalle parole greche ἀπό ('apo', lontano) e φύλλον ('phyllos', foglia), in riferimento al fatto che, in seguito al riscaldamento, il minerale si esfolia.
Poiché sono note innumerevoli occorrenze nelle cavità basaltiche, in cui le apofilliti sono accompagnate da minerali di paragenesi privi di fluoro come la prehnite e le zeoliti come stilbite, heulandite e cabasite, è sorta l'ipotesi che tra queste apofilliti esista anche un membro terminale privo di fluoro e a dominanza ossidrile del gruppo delle apofilliti. Negli anni '70, un gruppo di lavoro americano guidato dal mineralogista Pete J. Dunn esaminò 50 passaggi di apofillite, per cui, dopo opportune analisi, risultò che nelle apofilliti di cinque siti, il contenuto di OH è maggiore di quello di fluoro, e che quindi il nuovo minerale ricercato era stato trovato. Il minerale è stato riconosciuto dall'Associazione Mineralogica Internazionale (IMA) nel 1978 e descritto come idrossiapofillite da Pete J. Dunn, Roland C. Rouse, Julie A. Norrberg e Donald R. Peacor nello stesso anno. Prende il nome dalla dominanza degli ioni ossidrile sugli ioni fluoruro e dalla relazione cristallo-chimica con altri rappresentanti del gruppo dell'apofillite. Nel 2008 Ernst Burke ha rinominato i rappresentanti del gruppo apofillite, per cui l'idrossiapofillite è diventata "apofillite-(KOH)". Questa ridenominazione è stata invertita nel 2015 e, al fine di distinguere le singole specie, il catione monovalente dominante è stato ora aggiunto al nome del minerale come suffisso tra parentesi e l'anione dominante non tetraedrico preceduto dal nome del minerale. Il nome minerale riconosciuto dall'IMA è ora idrossiapofillite-(K).
Il campione tipo del minerale è esposto al National Museum of Natural History a Washington (catalogo nº 137105, olotipo), al Museo di storia naturale di Londra (catalogo nº 1977, 58); nel Geological Survey of Canada, Ottawa, (catalogo nº 14099); al Royal Ontario Museum a Toronto e all'Università Harvard a Cambridge, nel Massachusetts.

## Classificazione
Nell'ormai obsoleta, ma ancora in uso 8ª edizione della sistematica minerale secondo Strunz, l'idrossiapofillite-(K) appartiene alla classe dei minerali di "silicati e germanati" e lì alla sottoclasse dei "fillosilicati", dove insieme a fluorapofillite-(K) e alla fluorapofillite-(Na) forma il gruppo dell'apofillite con il sistema nº VIII/H.01.
La 9ª edizione della sistematica minerale di Strunz, valida dal 2001 e utilizzata dall'Associazione Mineralogica Internazionale (IMA), classifica l'idrossiapofillite-(K) nella classe dei "silicati e germanati" e lì nella sottoclasse "9.E Fillosilicati"; questa sottoclasse è ulteriormente suddivisa in base alla struttura degli strati, in modo che il minerale possa essere trovato nella suddivisione "9.EA Reti singole di tetraedri con anelli di 4, 5, (6) e 8 membri" in base alla sua struttura, dove insieme a fluorapofillite-(K) e fluorapofillite-(Na) forma il sistema nº 9.EA.15.
Anche la sistematica dei minerali secondo Dana, che viene utilizzata principalmente nel mondo anglosassone, classifica l'idrossiapofillite-(K) nella classe dei "silicati e germanati" e lì nella sottoclasse dei "minerali fillosilicati". Viene elencata insieme a fluorapofillite-(K), a fluorapofillite-(Na) e carletonite nel "gruppo dell'apofillite (anelli a 4 e 8 membri)" con il sistema nº 72.03.01 all'interno della sottosezione "Fillosilicati: strati bidimensionali illimitati con anelli diversi da quelli a sei membri: anelli a 3, 4 o 5 membri e anelli a 8 membri".

## Chimica
Per l'idrossiapofillite-(K), viene fornita una formula semplificata, ossia KCa4Si8O20(OH) • 8(H2O), che è composta in pesa dal 53,10% di silice (SiO2), 24,78% di ossido di calcio (CaO), 5,20% di ossido di potassio (K2O) e 16,92% di acqua (H2O).
L'idrossiapofillite-(K) è l'analogo idrossil-dominante della fluorapophyllite-(K) dominata dal fluoro, con la quale forma una serie continua di cristalli misti.

## Abito cristallino
L'idrossiapofillite-(K) cristallizza nel sistema tetragonale nel gruppo spaziale P4/mnc (gruppo nº 128) con i parametri del reticolo a = 8,978 Å e c = 15,83 Å così come due unità di formula per cella unitaria.
L'idrossiapofillite-(K) ha un'insolita struttura monostrato costituita da infiniti strati o reti di tetraedri SiO4 in parallelo {001}. A differenza degli anelli a sei pieghe del gruppo delle miche, questi strati di anelli quadrupli e a forma di otto sono costituiti da tetraedri [SiO4]4− collegati agli angoli. Gli anelli quadrupli puntano alternativamente verso l'alto e verso il basso rispetto all'asse {\displaystyle c}. Gli strati sono collegati tra loro da grandi ioni di calcio, che combinano due atomi di ossigeno, uno ione (OH,F) e due molecole di acqua da ciascuno degli strati adiacenti. La connessione delle molecole di acqua con gli atomi di ossigeno del tetraedro SiO4 avviene tramite legami idrogeno. Ogni ione (OH,F) è circondato da quattro ioni calcio complanari, mentre ogni ione potassio è circondato da otto molecole di acqua. In questo modo, gli strati tetraedrici si alternano continuamente a strati costituiti dai grandi cationi di calcio e potassio nonché da molecole di F/OH e acqua. La disposizione degli strati paralleli {001} spiega la perfetta scissione dell'idrossiapofillite-(K) in questa direzione.
L'acqua cristallina viene espulsa in due fasi: tra 300 °C e 310 °C, e 400 °C e 422 °C.

## Proprietà

### Morfologia
L'idrossiapofillite-(K) forma quasi sempre cristalli cresciuti fino a 15 cm di dimensione, che si presentano essenzialmente in due diversi tipi di base con le principali forme superficiali {100}, {101} e {001} e {210}. Quando si confronta con i disegni storici dei cristalli, va notato che il posizionamento dei cristalli nei disegni moderni è ruotato di 45° rispetto all'orientamento morfologico precedente. Oltre ai cristalli isometrici a forma di cubo con le forme {110} e {001} della superficie che determinano il costume e sono solitamente in equilibrio, ci sono cristalli che appaiono tabulari a causa della dominanza della {001}. A causa della presenza simultanea di {110} e {210}, le superfici dei {110} mostrano spesso una striscia e un arrotondamento chiari, profondi e paralleli ai bordi. A ciò si contrappone l'opinione, già sostenuta alla fine del XIX secolo, che le striature delle apofilliti derivino da errori strutturali con formazione di innumerevoli subindividuali adiacenti, con i singoli blocchi sfalsati ciascuno di 1° a 3°. Le superfici degli strati {001} sono spesso opache o addirittura ruvide.
Nel complesso, la morfologia dell'idrossiapofillite-(K) è identica a quella della fluorapofillite-(K).

### Proprietà fisiche e chimiche
Nella sua forma pura, l'idrossiapofillite-(K) è incolore e trasparente. Tuttavia, a causa della rifrazione multipla della luce dovuta a difetti di struttura reticolare o formazione policristallina, i cristalli sono più spesso bianchi o mostrano toni rosa, giallastri o verdastri a causa di atomi estranei o inclusioni di altri minerali, per cui la trasparenza diminuisce di conseguenza. L'idrossiapofillite-(K) fortemente alterata proveniente da Great Notch (nel New Jersey, Stati Uniti), è addirittura bianca come il gesso. Il colore dello striscio dell'idrossiapofillite-(K), invece, è sempre bianco. Le superfici dei cristalli da traslucidi a trasparenti hanno una lucentezza vitrea sulle superfici lungo {110}, ma una lucentezza perlacea sulle superfici lungo {001} e sulle superfici di sfaldatura. L'idrossiapofillite-(K) ha una scissione perfetta dopo {001}, ma a causa della sua fragilità si frattura in modo simile all'ambligonite, con le superfici di frattura irregolari. Con una durezza Mohs è compresa tra 4,5 e 5, l'idrossiapofillite-(K) è uno dei minerali medio-duri che, come i minerali di riferimento fluorite e apatite, può essere graffiato più o meno facilmente con un coltellino tascabile. La densità misurata per l'idrossiapofillite-(K) è di 2,37 g/cm³, la densità calcolata è di 2,36 g/cm³.
Come la fluorapofillite-(K), anche l'idrossiapofillite-(K) mostra una chiara reazione davanti al cannello a soffiatura a causa della separazione dell'acqua cristallina. Si sfalda in modo caratteristico e si scioglie facilmente formando uno smalto bianco a bolle, mentre sul carbone forma una palla chiara e trasparente. La fiamma diventa viola solo in prossimità del campione. Nel pallone, diventa opaco sotto il rilascio dell'acqua. Facilmente decomposto dall'acido cloridrico (HCl) e dall'acido nitrico (HNO3), difficile da decomporre con l'acido solforico (H2SO4), per cui si forma un residuo da viscido a gelatinoso, che è più difficile da attaccare dopo la ricottura. La polvere reagisce in modo fortemente alcalino, anche dopo la ricottura.

## Origine e giacitura
L'idrossiapofillite-(K) si forma come formazione secondaria in cavità ed ex bolle di gas nel basalto o in altre rocce vulcaniche. I minerali di accompagnamento sono quasi sempre zeoliti come stilbite, laumontite e scolecite, nonché prehnite, datolite e pectolite. L'idrossiapofillite-(K) opaca del Cretaceo, proveniente da Great Notch e dalle cave di Bergen Hill e Prospect Park, tutte nel New Jersey, sembra essersi formata per alterazione idrotermale della fluorapofillite-(K).
Dei circa 1100 siti conosciuti in tutto il mondo fino al 2016 per l'apofillite, ci sono solo 85 località in cui è stato identificato il minerale idrossiapofillite-(K). Al momento dell'uscita della pubblicazione originale, oltre alla località tipo, solo cinque siti erano noti per l'idrossiapofillite-(K).
La località tipo dell'idrossiapofillite-(K) è la miniera di Ore Knob vicino a Ore Knob (Contea di Ashe nella Carolina del Nord, Stati Uniti). Qui, i cristalli di idrossiapofillite-(K) formano croste bianche spesse fino a 1 cm, che giacciono su un'associazione calcopirite-pirrotite. I cristalli formano gradini delle dimensioni che arrivano fino a 15 × 15 cm.
In Germania, l'idrossiapofillite-(K) da basaniti nefeline sul Wartberg vicino a Längenau non lontano da Selb nel Fichtelgebirge, in Baviera, è nota da basalti ricchi di cavità sul Rother Kopf vicino a Roth bei Prüm non lontano da Gerolstein, e da basalti alcalini sull'Höchstberg (Kelberg), entrambi nell'Eifel, nella Renania-Palatinato.
In Austria, il minerale è stato trovato a Hocheck, Eibegggraben nelle Alpi di Fischbach vicino a Breitenau am Hochlantsch in Stiria.
Dagli Stati Uniti, oltre alla località tipo, tra cui la "Foote Lithium Co. Mine", nella Contea di Cleveland (nella Carolina del Nord). Inoltre, da "Great Notch" vicino a Little Falls, dalla "Cava di Prospect Park" vicino a Prospect Park, entrambe nella Contea di Passaic, e dalla miniera di Franklin vicino a Franklin nell'omonimo distretto minerario (Contea di Sussex), tutte nel New Jersey. Infine, dalla "Fairfax (Centreville) Quarry" vicino a Centreville (nella contea di Fairfax, Virginia).
Dal Messico dalla "Mina la Valenciana" e dalla "Mina la Luz", entrambe nel comune di Guanajuato (Guanajuato), così come dalla "Mina Noche Buena" (a Zacatecas).
In India, le cave e gli altri affioramenti nel triangolo formato dalle città di Mumbai, Pune e Nashik nel Maharashtra sono note per aver dato esemplari notevoli di fluorapofillite-(K). In particolare, la cava "Malad/Kurar" nel distretto suburbano di Mumbai, così come le "Cave di Pashan" nelle colline di Pashan nel distretto di Pune.
In Sudafrica, buoni cristalli di idrossiapofillite-(K) sono stati recuperati dalla miniera di Kimberley vicino a Kimberley nella Municipalità distrettuale di Frances Baard, Provincia del Capo Settentrionale, e dai giacimenti di minerale di manganese del Kalahari nella Provincia del Capo Settentrionale. Le scoperte nei giacimenti di manganese del Kalahari includono la miniera di Wessels vicino a Hotazel e la miniera di N'Chwaning I e la miniera di N'Chwaning II vicino a Kuruman. I cristalli rosa pallido, color crema e incolori di questi tre siti raggiungono gli 8 cm di dimensione e sono accompagnati da inesite, ruizite, pectolite, datolite, orientite, quarzo, aragonite, barite, celestina, calcite, thaumasite, sugilite e xonotlite.
Tra i siti di idrossiapofillite-(K) in Europa, va menzionata la miniera di Mofjellet (Mofjell) nei pressi di Mofjellet, comune di Rana, contea di Nordland (in Norvegia). Sono stati trovati buoni esemplari con cristalli di idrossiapofillite-(K) fino a 2 cm di dimensione in crepe all'interno di una zona tettonica larga 20 cm.
L'idrossiapofillite-(K) si trova anche in Australia, Canada, Cile, Finlandia, Israele, Italia, Giappone, Kenya, Namibia, Romania, Russia, Spagna, Repubblica Ceca, Ungheria, Ucraina e Regno Unito.

## Forma in cui si presenta in natura
L'idrossiapofillite-(K) forma cristalli isometrici o {001} tabulari di dimensioni fino a 15 cm, che sono incolori o mostrano sfumature bianche, rosa, giallastre o verdastre. L'idrossiapofillite-(K), come tutti i minerali del gruppo dell'apofillite, spesso accompagnati da zeoliti, si trova come formazioni secondarie nelle cavità amigdaloidi o nelle drusen nei basalti, fonoliti o altri prodotti vulcaniti basici.